# Kurier
Kurier (дословно: Курир) су дневне новине на немачком језику са седиштем у Бечу, Аустрија.  Године 2023. имао је издање од око 103.000 примерака. 